# Знаменский, Василий Васильевич
Василий Васильевич Знаменский (5 января 1908 — ?) — советский военный деятель, полковник, участник Великой Отечественной войны.

## Биография
Василий Васильевич Знаменский родился 5 января 1908 года в селе Троицкое Жиздринского уезда Калужской губернии. Работал в железнодорожных мастерских, затем на пивоваренном заводе в Калуге. 8 октября 1926 года добровольцем поступил на службу в Рабоче-Крестьянскую Красную Армию. В 1930 году окончил Севастопольскую школу зенитной артиллерии, после чего служил на командных должностях в различных войсковых частях. С марта 1940 года Знаменский командовал 66-м зенитно-артиллерийским полком. В этой должности он встретил начало Великой Отечественной войны.
В начальный период Великой Отечественной войны полк Знаменского сражался на реке Прут, затем с боями отошёл к Днепру южнее Никополя, а затем в Белгород. В конце октября 1941 года он был переброшен на подступы к столице. Участвовал в битве за Москву на Серпуховском и Каширском направлениях. В феврале 1942 года Знаменский был направлен на учёбу в Военную артиллерийскую академию имени Ф. Э. Дзержинского, однако спустя два месяца был отозван на фронт и назначен командиром формировавшегося в Кунцеве 241-го армейского зенитно-артиллерийского полка малого калибра. Во главе этой части участвовал в боях на Донбассе и на Дону. С конца октября 1942 года был заместителем по ПВО командующего артиллерией 6-й армии. В апреле 1943 года назначен командиром 32-й зенитно-артиллерийской дивизии Резерва Главного Командования. Во главе неё участвовал в обороне Ленинграда, в том числе в операции по окончательному снятию блокады в январе 1944 года, освобождении Псковщины, боях на Карельском перешейке, освобождении Прибалтики, Польши, Берлинской операции.
После окончания войны продолжал службу в Советской Армии. В 1948 году окончил Высшие академические курсы при Военной артиллерийской академии имени Ф. Э. Дзержинского, после чего командовал рядом дивизий и бригад ПВО. В июне 1958 года в звании полковника Знаменский был уволен в запас. Дальнейшая судьба не установлена.

## Награды
- Орден Ленина (13 июня 1952 года);
- 3 ордена Красного Знамени (17 февраля 1944 года, 18 ноября 1944 года, 15 ноября 1950 года);
- Орден Александра Невского (18 июня 1945 года);
- 2 ордена Красной Звезды (7 августа 1943 года, 3 ноября 1944 года);
- Медали.